# Michel Kikoine
Pour les articles homonymes, voir Kikoïne.
 (juillet 2016).
Mikhaïl Kikoïne, dit Michel Kikoïne, né le 31 mai 1892 à Gomel (alors Empire russe), et mort le 4 novembre 1968 à Cannes, est un peintre français d'origine russe, membre de l'École de Paris.

## Biographie
En 1905, Michel Kikoïne fréquente un atelier à Minsk où il fait la connaissance de Chaïm Soutine puis, en 1908, il étudie en même temps que Soutine à l'Académie des arts de Vilnius où ils se font un ami commun en la personne de Pinchus Krémègne, et s'installe à Paris en 1912, où il étudie dans l'atelier de Fernand Cormon.
Il s'installe en 1914 avec son épouse à la cité de La Ruche, où naîtront ses enfants Claire (1915-2013), qui épousera plus tard l'industriel Amédée Maratier), puis Jacques (en 1920), qui deviendra peintre sous le nom de Jacques Yankel. 
Sa première exposition particulière a lieu à Paris en 1919, à la galerie Chéron. Il est remarqué lors de cette première exposition par le docteur Montlaur, critique d'art influent de l'époque et déjà collectionneur. M.Descaves lui achète une dizaine d'œuvres. Soutine lui fait alors découvrir le village de Céret et Cagnes-sur-Mer dans les années 1922-1923, mais finalement c'est à Annay-sur-Serein, dans l'Yonne, qu'il s'installe en 1926 dans une ferme où il reçoit Soutine et Kémègne, entre autres.
Michel Kikoïne est naturalisé français en 1924. Il rencontre des marchands grâce à Amedeo Modigliani. La femme est un sujet d'élection pour Kikoine, son œuvre fusionne plusieurs tendances du moment, expressionniste et fauve par l'intensité de ses couleurs et l'expressivité de sa pâte. Il est influencé par Pierre Bonnard et surtout par son ami Soutine. Dans les années 1920, il travaille en Bourgogne et dans les environs de Paris. Il quitte La Ruche en 1927 pour s'installer dans un atelier rue de Gentilly à Montrouge. Il eut également une adresse parisienne[Quand ?] au no 7 rue Brézin dans le 14e arrondissement.
Pendant la Seconde Guerre mondiale, il rejoint son fils Jacques Yankel à Toulouse et participe avec lui au groupe Le Chariot, ils sont bientôt rejoints par Michel Goedgebuer. Dans les années 1950, il visite l'Espagne, l'Italie et Israël. Il s'intéresse à la lithographie en couleurs : son recueil Enfants d'Israël paraît en 1953.
Durant les dix dernières années de sa vie, il séjourne fréquemment au bord de la Méditerranée, à La Garoupe chez sa fille, et produit des marines.
De sa peinture, on peut dire qu'elle reflète son éducation juive. On y retrouve le souvenir de ces visages toujours pâles et penchés sur la lecture du Talmud : son grand-père était rabbin, mais les voyages en Palestine signifieront un enrichissement de sa palette, comme pour Emmanuel Mané-Katz ou Pinchus Krémègne, et l'atténuation du gris initial. Si Soutine crie la misère et le désespoir, Kikoine, d'un naturel heureux, traduit son amour de la vie dans tout ce qu'il peint. Son réalisme se traduit avec charme et non par l'angoisse. Il s'inspire du monde qui l'entoure avec une palette riche de couleurs et d'émotions afin de dédramatiser le monde.[réf. nécessaire]

## Salons
- Salon des indépendants, en 1920 et 1922.

## Expositions
- 1920 : Paris, galerie Marcel Bernheim
- 1921 : Paris, galerie Zborowski
- 1923 : Paris, galerie  Bernheim-Jeune
- 1928 : Moscou, Art moderne français
- 1975 : New York, Nechemia Glezer Gallery, Michel Kikoine, Isaac Païles, Pinchus Krémègne

## Œuvres dans les collections publiques

### France
- Granville, musée d'Art moderne Richard-Anacréon.
- Paris, musée d'Art et d'Histoire du judaïsme.

### Suisse
- Genève, Petit Palais.